# 腹紋樸麗魚
腹紋樸麗魚，為輻鰭魚綱鱸形目隆頭魚亞目慈鯛科的其中一種，分布於非洲維多利亞湖流域，棲息深度5-35公尺，體長可達8.5公分，棲息在沙泥底質水域，屬肉食性，以昆蟲幼蟲為食，生活習性不明。

## 擴展閱讀
維基物種上的相關：腹紋樸麗魚